# Diego García de García Vilas
Diego Mariano García de García Vilas (Buenos Aires, 1 de agosto de 1974) es un político y abogado argentino. Desde el 10 de diciembre de 2015 se desempeña como legislador de la Ciudad Autónoma de Buenos Aires.

## Biografía
Estudió en la Facultad de Derecho de la Universidad de Buenos Aires (UBA)  donde se graduó como Abogado en el año 2001. Realizó especializaciones en derecho laboral y empresarial. Además de participar en seminarios y congresos de actualización, realizó estudios de posgrado en la Universidad de Bolonia, donde obtuvo la maestría en Políticas del Trabajo.

## Actividad pública
García de García Vilas fue nombrado en 2006 como Gerente de Recursos Humanos del Instituto Nacional de Servicios Sociales para Jubilados y Pensionados (PAMI).
En 2007 fue designado Subsecretario de Políticas y Fiscalización en el Ministerio de Salud de la Nación.[cita requerida]
Asumió como Gerente General de la Superintendencia de Servicios de Salud en 2008. En el año 2009 renunció a su cargo a partir de la salida del gobierno de la exministra de Salud Graciela Ocaña,
Luego de dedicarse a la actividad privada como abogado, en 2015 fue candidato a legislador porteño por el partido Confianza Pública. Obtuvo una banca con mandato hasta 2019.
En la Legislatura de la Ciudad de Buenos Aires presidió la Comisión de Obras y Servicios Públicos durante el período 2015-2017 y actualmente integra como vocal las comisiones de Transporte, Salud, Presupuesto, Legislación del Trabajo y Asuntos Constitucionales.
En 2015 fue coautor del proyecto de Ley que buscó modificar la composición del Consejo de Propiedad Horizontal de la Ciudad Autónoma de Buenos Aires para luego impulsar su derogación ante la falta de consenso en la composición del comité, de mayoría gremial.
En 2017 fue designado vicepresidente segundo del bloque Vamos Juntos en la Legislatura porteña.
En 2018 fue elegido vicepresidente del partido Confianza Pública.
De acuerdo a la web oficial de la Legislatura porteña,
En junio de 2019 el jefe de gobierno de la Ciudad de Buenos Aires, Horacio Rodríguez Larreta, anunció la candidatura de Diego García Vilas a legislador porteño liderando la boleta de Juntos por el Cambio. Ese mismo año renovó su banca y fue designado como presidente del bloque Vamos Juntos.
En 2020, durante la pandemia, estuvo a cargo de actividades de contención de contagios del virus de Covid 19 en la Ciudad de Buenos Aires, que incluyeron hoteles de aislamiento de viajeros repatriados; hoteles de aislamiento de pacientes con síntomas leves de Covid 19 y la posta de vacunación anti-covid ubicada en la sede de La Rural.